# Maratona aquática no Campeonato Mundial de Esportes Aquáticos de 2023 - 10 km feminino

A competição de maratona aquática na categoria 10km feminino no Campeonato Mundial de Esportes Aquáticos de 2023 fora realizada no dia 15 de julho de 2023 no Seaside Momochi Beach Park em Fukuoka, no Japão. Ao todo, 62 competidoras de 38 Comitês Olímpicos Nacionais participaram do evento.

## Cronograma
Todos os horários estão na Hora Legal Japonesa (UTC+09).
| Data        | Hora  | Evento |
| ----------- | ----- | ------ |
| 15 de junho | 08:00 | Final  |

## Formato da competição
A competição consiste em duas rodadas: preliminar e final. As 12 melhores duplas avançam até a final e aquela com o melhor tempo garante a medalha de ouro. 

## Medalhistas
| Ouro                   | Prata                       | Bronze                        |
| Leonie Beck · Alemanha | Chelsea Gubecka · Austrália | Katie Grimes · Estados Unidos |

## Resultados
| Pos.              | Nadadora                 | CON            | Tempo     |
| ----------------- | ------------------------ | -------------- | --------- |
| Medalha de ouro   | Leonie Beck              | Alemanha       | 2:02:34.0 |
| Medalha de prata  | Chelsea Gubecka          | Austrália      | 2:02:38.1 |
| Medalha de bronze | Katie Grimes             | Estados Unidos | 2:02:42.3 |
| 4                 | Sharon van Rouwendaal    | Países Baixos  | 2:02:42.4 |
| 5                 | Ana Marcela Cunha        | Brasil         | 2:02:42.5 |
| 6                 | Ginevra Taddeucci        | Itália         | 2:02:46.7 |
| 7                 | Lea Boy                  | Alemanha       | 2:03:12.9 |
| 8                 | Mariah Denigan           | Estados Unidos | 2:03:13.5 |
| 9                 | Bettina Fábián           | Hungria        | 2:03:15.2 |
| 10                | Giulia Gabbrielleschi    | Itália         | 2:03:15.7 |
| 11                | Ángela Martínez          | Espanha        | 2:03:16.5 |
| 12                | Anna Olasz               | Hungria        | 2:03:16.9 |
| 13                | Anastasiia Kirpichnikova | França         | 2:03:17.6 |
| 14                | Candela Sánchez          | Espanha        | 2:03:18.2 |
| 15                | Angélica André           | Portugal       | 2:03:18.9 |
| 16                | Océane Cassignol         | França         | 2:03:25.5 |
| 17                | Mafalda Rosa             | Portugal       | 2:03:25.9 |
| 18                | Amber Keegan             | Reino Unido    | 2:03:30.3 |
| 19                | Martha Sandoval          | México         | 2:03:44.8 |
| 20                | Cecilia Biagioli         | Argentina      | 2:03:47.2 |
| 21                | Špela Perše              | Eslovênia      | 2:03:48.2 |
| 22                | María Bramont-Arias      | Peru           | 2:04:11.9 |
| 23                | Maddy Gough              | Austrália      | 2:04:18.6 |
| 24                | Leah Crisp               | Reino Unido    | 2:05:03.5 |
| 25                | Eva Fabian               | Israel         | 2:05:05.0 |
| 26                | Viviane Jungblut         | Brasil         | 2:05:05.8 |
| 27                | Sun Jiake                | China          | 2:05:06.1 |
| 28                | Airi Ebina               | Japão          | 2:05:08.4 |
| 29                | Nip Tsz Yin              | Hong Kong      | 2:07:06.3 |
| 30                | Emma Finlin              | Canadá         | 2:07:09.5 |
| 31                | Paola Pérez              | Venezuela      | 2:07:11.7 |
| 32                | Alena Benešová           | Chéquia        | 2:07:24.3 |
| 33                | Hanano Kato              | Japão          | 2:07:26.4 |
| 34                | Chantal Liew             | Singapura      | 2:07:48.5 |
| 35                | Wu Shutong               | China          | 2:08:56.7 |
| 36                | Candela Giordanino       | Argentina      | 2:09:07.2 |
| 37                | Lenka Štěrbová           | Chéquia        | 2:09:36.5 |
| 38                | Bailey O'Regan           | Canadá         | 2:10:08.1 |
| 39                | Nikita Lam               | Hong Kong      | 2:10:08.8 |
| 40                | Amica de Jager           | África do Sul  | 2:10:31.9 |
| 41                | Teng Yu-wen              | Taipé Chinesa  | 2:11:11.1 |
| 42                | Lee Hae-rim              | Coreia do Sul  | 2:12:43.0 |
| 43                | Lamees El-Sokkary        | Egito          | 2:12:49.6 |
| =44               | Paulina Alanís           | México         | 2:13:16.7 |
| =44               | Diana Taszhanova         | Cazaquistão    | 2:13:16.7 |
| 46                | Nadine Karim             | Egito          | 2:13:29.1 |
| 47                | Lee Jeong-min            | Coreia do Sul  | 2:13:41.0 |
| 48                | Pimpun Choopong          | Tailândia      | 2:18:23.0 |
| 49                | Britta Schwengle         | Aruba          | 2:19:11.9 |
| 50                | Anastasiya Zelinskaya    | Uzbequistão    | 2:19:13.5 |
| 51                | Tory Earle               | África do Sul  | 2:19:27.7 |
| 52                | María Porres             | Guatemala      | 2:21:58.3 |
| 53                | Thitirat Charoensup      | Tailândia      | 2:22:17.3 |
| 54                | Mariya Fedotova          | Cazaquistão    | 2:22:57.6 |
| 55                | Mariela Guadamuro        | Porto Rico     | 2:23:34.8 |
| 56                | Alondra Quiles           | Porto Rico     | 2:25:07.9 |
| 57                | Ashmitha Chandra         | Índia          | 2:27:58.7 |
| 59                | Sofie Frichot            | Seicheles      | OTL       |
| 59                | Parizoda Iskandarova     | Uzbequistão    | OTL       |
| 59                | Kisha Jiménez            | Costa Rica     | OTL       |
| 59                | Fernanda Ramírez         | Bolívia        | OTL       |
| 59                | Fátima Portillo          | El Salvador    | DNS       |

Legenda
| Recorde mundial      | Recorde mundial (World record)               |                       | Recorde africano                      | Recorde africano (African) |                                           | Q | Classificado por posição (Qualified) |
| Recorde olímpico     | Recorde olímpico (Olympic record)            | Recorde da América    | Recorde da América (Americas)         | q                          | Classificado por melhor tempo (Qualified) |   |                                      |
| Melhor marca do ano  | Melhor marca do ano (World leading)          | Recorde asiático      | Recorde asiático (Asian)              | DNS                        | Não largou (Did not start)                |   |                                      |
| Recorde nacional     | Recorde nacional (National record)           | Recorde europeu       | Recorde europeu (European)            | DNF                        | Não terminou (Did not finish)             |   |                                      |
| Recorde pessoal      | Recorde pessoal do atleta (Personal best)    | Recorde da Oceania    | Recorde da Oceania (Oceania)          | DSQ / DQ                   | Desclassificado (Disqualified)            |   |                                      |
| Recorde da temporada | Recorde da temporada do atleta (Season best) | Recorde sul-americano | Recorde sul-americano (South America) | NM                         | Sem marca (No mark)                       |   |                                      |